# Albanopolis
Albanopolis (starogrško Ἀλβανόπολις, latinizirano: Albanópolis, albansko Albanopoli) je bilo mesto ilirskega plemena Albanov v pokrajini Epirus Nova oziroma Illyria Græca, ki je bila del rimske province Makedonije.  Uredniki Barringtonovega atlasa grškega in rimskega sveta so mesto postavili v sedanjo vas Zgërdhesh blizu Krujë v Albaniji. Njegova lokacija ni povsem zanesljiva, ker se je pojavilo šele leta 150, se pravi skoraj 300 let po rimski osvojitvi Epirja.